# Tálknafjörður
Tálknafjörður es municipio y un poblado de la región de Vestfirðir, situado al noroeste de Islandia. 

## Población y territorio
En enero de 2011 contaba con una población de 306 personas y una densidad de 1,73 por kilómetro cuadrado. Su área total es de 176 kilómetros cuadrados y, después de Bolungarvík, es el segundo municipio más pequeño de Vestfirðir. El único poblado es Tálknafjörður. Se encuentra rodeado por el municipio de Vesturbyggð. Hay una importante cooperación entre ambas localidades y en las últimas elecciones se planteó sin éxito la posibilidad de unificarlas.